# Fariduddin Attar

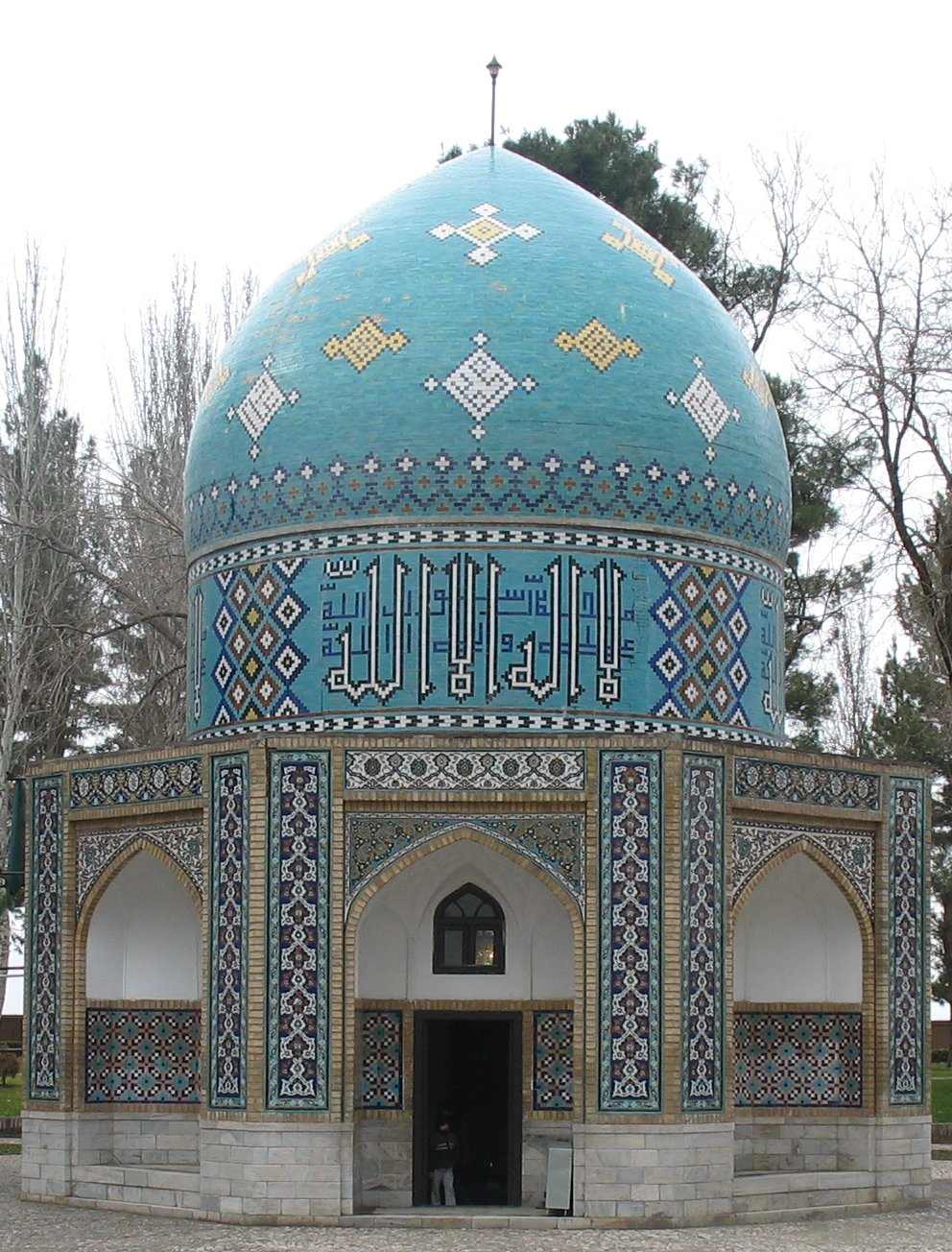
Das Mausoleum von Fariduddin Attar in Nischapur

Fariduddin Attar (persisch فرید الدین عطار, DMG Farīd ad-Dīn-e ʿAṭṭār; * um 1136 in Nischapur (Persien); † 1220 oder 3. November 1221) war ein persischer Dichter und islamischer Mystiker (siehe Sufismus).

## Leben
Attar ist unter den großen klassischen Dichtern Persiens der in Europa am wenigsten bekannte. Seinem radikalen Gottesbild widmete deshalb 2005 der deutsch-iranische Schriftsteller und Islamwissenschaftler Navid Kermani sein Buch Der Schrecken Gottes und vergleicht dessen Revolte gegen das Leid mit dem biblischen Hiob.
Bevor er zum Sufismus fand, war er Besitzer einer Drogerie, daher sein Beiname Attar (arabisch عطار, DMG ‘Aṭṭār ‚der Drogist‘). Eine ähnliche oder ergänzende Deutung seines Namens ist, dass er als Arzt tätig war. Auch wenn seine Werke im Westen nicht sehr bekannt sind, so nimmt Attars Dichtung über Jahrhunderte hinweg Einfluss auf einige Mystiker sowohl östlicher als auch westlicher Herkunft. Außerdem gilt er als einer der wichtigsten Figuren des Sufismus. Er wirft ein neues Licht auf die Lehre, indem er den Pfad (Tariqa) mit der Kunst eines Geschichtenerzählers beschreibt.
Eine bekannte Liebesgeschichte aus Attars auch Versammlung der Vögel genanntem Werk ist die von Mekkaner Scheich San’an und dem Christenmädchen.
Eines der berühmtesten seiner 114 Werke ist das Mantiq ut-tair („Die Vogelgespräche“). Dieses Epos berichtet von tausend Vögeln, die eine Reise durch sieben Täler zum Vogelkönig, dem Simurgh, unternehmen – eine gefährliche und beschwerliche Reise, bei der es lediglich dreißig Vögel bis ins letzte Tal schaffen. Dort erkennen die Vögel im König ihre eigene Identität; Attar benutzte hier ein Wortspiel, denn der Name des Vogelkönigs bedeutet simurgh, dies ist eine Sagengestalt. Wenn man den Namen aber si murgh schreibt, wird hieraus „dreißig Vögel“. Eine französische Teilübersetzung dieses Werks wurde im Jahr 1653 in Lüttich veröffentlicht. 1678 wurde es ins Lateinische übertragen. Hadayatullah Hübsch machte aus dem Stoff ein Hörspiel, und 2022 erschien eine illustrierte zweisprachige Ausgabe (persisch/deutsch) in der Berliner Edition Orient. Jorge Luis Borges verwies in seinen Schriften gelegentlich auf das Werk, insbesondere in seiner vermeintlichen Besprechung des fiktiven Buches Der Weg zu Al-Mutasim.
Attars Werk Tadhkirat al-auliya ist eine Sammlung von Heiligenlegenden, deren Erzählungen alle späteren Generationen an Sufis tief beeinflussten. Sie beinhaltet auch eine Biographie des berühmten Mystikers al-Halladsch, die das Bild dieses Märtyrers in der späteren persischen, türkischen und indischen Poesie stark prägt.
Weitere bekannte Werke Attars sind Ilahiname, in dem ein König seine sechs Söhne von weltlichen Begierden abzuhalten versucht, und Musibatname („Das Buch der Leiden“), das von Erlebnissen während einer vierzigtägigen Klausur (siehe auch Tekke) berichtet.
Der berühmte Sufi Dschalal ad-Din Rumi, der Attar in jungen Jahren begegnete, wurde von diesem in seine Lehren eingeweiht. Er bezeichnet Attar später als seine eigene Seele; und er bekennt, dass er alles, was er über die Wahrheit sagt, von Attar gelernt habe. Außerdem urteilt er über ihn: „Attar durchquerte die sieben Städte der Liebe, wir sind nur bis zur nächsten Straßenecke gekommen.“
Selbst der Tod Attars klingt wie eine Lehrgeschichte des Sufismus, weswegen vermutet wird, dass es sich dabei um eine Legende handelt: Als er während des Mongolensturms im 13. Jahrhundert gefangen genommen wurde, bot jemand 1000 Silberstücke für ihn. Attar riet aber seinem mongolischen „Besitzer“, nicht auf den Handel einzugehen, da der Preis nicht stimme. Der Mongole beherzigte dies und verkaufte ihn nicht. Später kam ein weiterer Mann und bot einen Sack Stroh für Attar, der diesmal sagte, dass das genau sein Preis sei, denn mehr sei er nicht wert. Als der Mongole dies hörte, geriet er in Wut und schlug ihm den Kopf ab.

## Gedicht (Auswahl)
ره ميخانه و مسجد كدام است
كه هر دو بر من مسكين حرام است
ميان مسجد و ميخانه راهيست
بجوئيد اى عزيزان كين كدام است
rah-e meyḫāne-wo masǧed kodām ast
ke har do bar man-e meskīn ḥarām ast
miyān-e masǧed-o meyḫāne rāh-ī-st
beǧū’īd ey ‘azīzān k'īn kodām ast
Der Weg zum Weinhaus und zur Moschee, welcher ist es?
Beides mir Armsel'gem verboten ist es.
Einen Weg zwischen Moschee und Weinhaus gibt es.
Findet heraus, o ihr Lieben, welcher ist es.